# Victot-Pontfol
Victot-Pontfol é uma comuna francesa na região administrativa da Normandia, no departamento Calvados. Estende-se por uma área de 11 km². Em 2010 a comuna tinha 101 habitantes (densidade: 9,2 hab./km²).